# Будо Томовић
Будимир Будо Томовић (Цетиње, 21. септембар 1914 — Црквине, код Колашина, 20. март 1942) био је учесник Народноослободилачке борбе и народни херој Југославије.

## Биографија
Рођен је 21. септембра 1914. године на Цетињу. Основну школу је завршио на Цетињу, а гимназију на Цетињу, Подгорици и Никшићу. Дошавши на студије у Београд, Будо се одмах укључио у студентски покрет у коме је радио за читаво време студија.
Борио се за јединство студентског покрета и био учесник и организатор радничких штрајкова и студентских демонстрација. Члан Комунистичке партије Југославије (КПЈ) постао је 1935. године.
После завршеног Правног факултета, отишао је у Праг где је почео да студира економију. Али, после завршетка друге године студија, власти Краљевине Југославије му нису дале пасош за поновни одлазак у Праг, због чега се вратио у родни крај и запослио као адвокатски приправник. Као адвокат у Подгорици често је заступао и бранио сиромашне и то бесплатно.
У родном крају је активно учествовао у раду Савеза комунистичке омладине Југославије (СКОЈ) и Комунистичке партије Југославије (КПЈ), а посебно у раду легалне Радничко-сељачке странке. Био је један од петорице уредника листа „Глас Црне Горе“, који је у јесен 1939. године покренут у Подгорици. Исте године Будо је изабран, најпре за секретара Месног, а затим и Среског комитета СКОЈ-а за Подгорицу.
Био је и секретар Покрајинског комитета СКОЈ-а за Црну Гору и члан Покрајинског комитета КПЈ за Црну Гору. Као делегат из Црне Горе учествовао је на Петој земаљској конференцији КПЈ, одржаној у Загребу, октобра 1940. године. На Шестој конференцији СКОЈ-а изабран је у чланство Централног комитета Савеза комунистичке омладине Југославије (СКОЈ).
После Априлског рата и окупације Краљевине Југославије, 1941. године, Будо је неуморно радио на припремама Тринаестојулског устанка у Црној Гори. Највећу активност је посветио омладини, тако да је његовом иницијативом, 1941. године, формирана Црногорска народна омладина, у чије је редове ступила огромна већина младћа и девојака Црне Горе. У јесен исте године године одржана је и Прва конференција Црногорске народне омладине, а ускоро затим почео је да излази и њен лист Омладински покрет.
Поред рада с омладином Будо је учествовао и у организовању првих партизанских одреда и њиховим акцијама. Био је ученик Острошке скупштине народних представнике Црне Горе и Боке, одржане фебруара 1942. године у манастиру Острог.
Почетком 1942. године у време тешких борби између партизана и италијанско-четничких јединица, Будо обилази терен и партизанске јединице, и посећује омладинске састанке. Погинуо је 20. марта 1942. године, на путу за Колашин, где је требало да се повеже с јединицама Баја Секулића, које су водиле тешке борбе с четницима.
Одлуком Председништва Антифашистичког већа народног ослобођења Југославије (АВНОЈ), а на предлог Врховног команданта Југословенске армије маршала Јосипа Броза Тита, проглашен је за народног хероја 11. јула 1945. године.